# Mantachie
Mantachie es un pueblo del Condado de Itawamba, Misisipi, Estados Unidos. Según el censo de 2000 tenía una población de 1.107 habitantes y una densidad de población de 108.2 hab/km².

## Demografía
Según el censo de 2000, había 1.107 personas, 448 hogares y 321 familias residiendo en la localidad. La densidad de población era de 108,2 hab./km². Había 477 viviendas con una densidad media de 46,6 viviendas/km². El 97,56% de los habitantes eran blancos, el 1,45% afroamericanos, el 0,36% amerindios, el 0,09% asiáticos, el 0,27% de otras razas y el 0,27% pertenecía a dos o más razas. El 0,54% de la población eran hispanos o latinos de cualquier raza.
Según el censo, de los 448 hogares en el 34,6% había menores de 18 años, el 57,6% pertenecía a parejas casadas, el 10,7% tenía a una mujer como cabeza de familia, y el 28,3% no eran familias. El 25,9% de los hogares estaba compuesto por un único individuo, y el 14,3% pertenecía a alguien mayor de 65 años viviendo solo. El tamaño promedio de los hogares era de 2,47 personas y el de las familias de 2,98.
La población estaba distribuida en un 26,1% de habitantes menores de 18 años, un 7,7% entre 18 y 24 años, un 28,5% de 25 a 44, un 22,9% de 45 a 64, y un 14,7% de 65 años o mayores. La media de edad era 36 años. Por cada 100 mujeres había 95,6 hombres. Por cada 100 mujeres de 18 años o más, había 90,7 hombres.
Los ingresos medios por hogar en la localidad eran de 29.224 dólares ($), y los ingresos medios por familia eran 35.000 $. Los hombres tenían unos ingresos medios de 26.250 $ frente a los 22.232 $ para las mujeres. La renta per cápita para la ciudad era de 16.164 $. El 15,0% de la población y el 11,6% de las familias estaban por debajo del umbral de pobreza. El 16,3% de los menores de 18 años y el 28,2% de los habitantes de 65 años o más vivían por debajo del umbral de pobreza.

## Geografía
Según la Oficina del Censo de los Estados Unidos, la localidad tiene un área total de 10,2 km², todos ellos correspondientes a tierra firme.